# Кубок Франції з футболу 2002—2003
Кубок Франції з футболу 2002–2003 — 86-й розіграш кубкового футбольного турніру у Франції. Титул втретє здобув Осер.

## Регламент
Кубок Франції складається з двох етапів:
- відбіркового, який складається з шести регіональних етапів (перші два організовуються в кожному регіоні за своєю схемою для клубів регіональних ліг, наступні чотири організовуються в регіонах централізовано за участі клубів з національних аматорських і напівпрофесіональних ліг) та двох національних етапів (7-й і 8-й етап, з 7-го стартують клуби Ліги 2 та представники заморських територій);
- фінального, який починається з 1/32 фіналу — з цього раунду стартують клуби провідної Ліги 1.

## 1/32 фіналу
| Команда 1                | Рахунок      | Команда 2        |
| ------------------------ | ------------ | ---------------- |
| 4 січня 2003             |              |                  |
| Віллербанн (9)           | 0:3          | Агд (4)          |
| Вітре (4)                | 1:3          | Аяччо            |
| Васкеаль (2)             | 3:2 дч       | Монако           |
| Гренобль (2)             | 2:1          | Сошо             |
| Тулуза (2)               | 3:1          | Вірі-Шатійон (3) |
| Марсель                  | 2:0          | Бастія           |
| Каркфу (5)               | 1:4 дч       | Ле-Ман (2)       |
| Монтелімар (5)           | 0:3          | Лор'ян (2)       |
| Форбак (4)               | 2:3          | Ланс             |
| Нансі (2)                | 1:0 дч       | Ніор (2)         |
| Валансьєн (2)            | 2:3          | Гавр             |
| Ніцца                    | 0:0 пен. 2:4 | Мец (2)          |
| Вітрен (5)               | 1:2          | Діжон (3)        |
| Лібурн (4)               | 1:0          | Ліон             |
| Канн (2)                 | 1:2          | Осер             |
| Кемпер (6)               | 0:3          | Лілль            |
| Ам'єн (2)                | 5:3 дч       | Монпельє         |
| Генетс Англет (6)        | 0:1          | Генгам           |
| 5 січня 2003             |              |                  |
| Бур-ан-Бресс Перонна (4) | 1:0          | Страсбур         |
| Кевії (4)                | 6:1          | Ла-Рошель (5)    |
| Вітроль (5)              | 1:1 пен. 3:5 | Лаваль (2)       |
| Сет (3)                  | 1:4          | Ренн             |
| Сейсінне (6)             | 1:0          | Нім (3)          |
| Шанже (5)                | 0:4          | Бове (2)         |
| Мобеж (6)                | 1:2          | Ламбр-ле-Дуе (7) |
| Амневіль (5)             | 2:1          | Раон-л'Етап (4)  |
| Шильтігайм (5)           | 3:1          | Труа             |
| Расінг (Безансон) (3)    | 0:1 дч       | Парі Сен-Жермен  |
| Армантьєр (5)            | 0:3          | Бордо            |
| Мартіг (3)               | 0:0 пен. 3:1 | Седан            |
| 11 січня 2003            |              |                  |
| Реймс (2)                | 0:2          | Нант             |
| Тур (4)                  | 0:0 пен. 2:4 | Ангулем (3)      |

## 1/16 фіналу
| Команда 1        | Рахунок        | Команда 2                |
| ---------------- | -------------- | ------------------------ |
| 25 січня 2003    |                |                          |
| Тулуза (2)       | 1:0            | Ланс                     |
| Нансі (2)        | 0:1            | Мец (2)                  |
| Амневіль (5)     | 0:3            | Осер                     |
| Шильтігайм (5)   | 1:0            | Бове (2)                 |
| Сейсінне (6)     | 1:5            | Генгам                   |
| Мартіг (3)       | 1:0            | Ам'єн (2)                |
| Ренн             | 3:0            | Аяччо                    |
| Ламбр-ле-Дуе (7) | 1:2            | Ангулем (3)              |
| Агд (4)          | 0:2 дч         | Лілль                    |
| Бордо            | 2:0            | Гренобль (2)             |
| Кевії (4)        | 1:2            | Васкеаль (2)             |
| Лаваль (2)       | 2:1            | Гавр                     |
| Лібурн (4)       | 2:2 пен. 12:11 | Ле-Ман (2)               |
| Лор'ян (2)       | 1:0            | Нант                     |
| Діжон (3)        | 0:1            | Бур-ан-Бресс Перонна (4) |
| Парі Сен-Жермен  | 2:1 дч         | Марсель                  |

## 1/8 фіналу
| Команда 1                | Рахунок      | Команда 2       |
| ------------------------ | ------------ | --------------- |
| 15 лютого 2003           |              |                 |
| Бур-ан-Бресс Перонна (4) | 1:3          | Осер            |
| Шильтігайм (5)           | 3:0          | Тулуза (2)      |
| Ангулем (3)              | 0:0 пен. 3:2 | Генгам          |
| Мартіг (3)               | 2:1          | Мец (2)         |
| Лібурн (4)               | 0:3          | Ренн            |
| 16 лютого 2003           |              |                 |
| Лор'ян (2)               | 1:0          | Лілль           |
| Лаваль (2)               | 0:1          | Парі Сен-Жермен |
| Бордо                    | 4:1          | Васкеаль (2)    |

## 1/4 фіналу
| Команда 1       | Рахунок      | Команда 2       |
| --------------- | ------------ | --------------- |
| 15 березня 2003 |              |                 |
| Мартіг (3)      | 0:1          | Парі Сен-Жермен |
| Бордо           | 2:0          | Лор'ян (2)      |
| Шильтігайм (5)  | 1:2          | Ренн            |
| 16 березня 2003 |              |                 |
| Ангулем (3)     | 0:0 пен. 2:4 | Осер            |

## 1/2 фіналу
| Команда 1       | Рахунок | Команда 2 |
| --------------- | ------- | --------- |
| 26 квітня 2003  |         |           |
| Осер            | 2:1     | Ренн      |
| 27 квітня 2003  |         |           |
| Парі Сен-Жермен | 2:0     | Бордо     |

## Фінал
| 31 травня 2003 |

| Парі Сен-Жермен | 1:2      | Осер                  |
| --------------- | -------- | --------------------- |
| Леал 21'        | Протокол | Сіссе 76' Бумсонг 89' |

| Стад-де-Франс, Сен-Дені Глядачів: 78 316 Арбітр: Бертран Лаєк |